# 전라남도순천의료원
전라남도순천의료원(全羅南道順天醫療院, Jeollanam-do Suncheon Medical Center)은 전라남도 순천시에 위치한 전라남도청 산하의 공공병원이다. 전라남도 순천시 서문성터길 2에 위치하고 있다.

## 연혁
- 1919년 도립병원 설립
- 1982년 지방공사전라남도 순천의료원으로 변경
- 2006년 전라남도 순천의료원으로 변경

## 진료과목
내과, 외과, 마취통증의학과(수술실), 응급의학과(응급실), 정형외과, 신경외과, 정신건강의학과, 안과, 비뇨기과, 재활의학과, 가정의학과, 한방과, 건강관리과

## 같이 보기
- 병원